# Trees Cirino
Theresia (Trees) Cirino (1968/1969) is een Surinaams bestuurder. Ze docent aan de universiteit en enkele andere instituten. Tussen 2016 en 2020 was ze districtscommissaris van Kabalebo en Coeroenie.

## Biografie
Cirino studeerde in februari 2001 af in sociologie aan de Anton de Kom Universiteit van Suriname, waar ze later ook aantrad als docent. Daarnaast doceerde ze aan het instituut Informatie Bestuursambtenaren Suriname en aan het Polytechnic College Suriname. In 2010 was ze actief voor het Vereniging Politiek Platform die geloof hecht in samenwerking met de marron-bevolking vanwege het gedeelde dilemma van de grondenrechten.
In augustus 2016 werd bekend dat zij op de nominatie stond om districtscommissaris (dc) te worden van het bestuursressort Kabalebo in Sipaliwini. Een bestuurlijke functie had zij al langer geambieerd, maar die van dc was daarbij niet in haar gedachten gekomen. In december 2014 was zij ook al in beeld geweest voor Boven-Coppename, maar dat ging niet door. Voordat ze aantrad kreeg ze net als de andere kandidaten eerst een training.
Begin februari 2019 werd ze vanuit Paramaribo gereshuffeld met haar collega Joanna Aroepa, waarbij ze elkaars ressort overnamen. Cirino vervolgde hierdoor als dc van Coeroenie. Een maand later bracht ze haar eerste bezoek aan de inheemse bevolking van Kwamalasamoetoe. Nadat ze hier aantrof dat de bevolking water zuiverde door er chloor aan toe te voegen, liet ze voorlopig schoon drinkwater per vliegtuig uit Paramaribo bezorgen. Ze werd in 2020 opgevolgd door Merilu Sapa.
Omdat draagmieren een bedreiging vormen voor de cassaveteelt, met elk jaar een structureel een voedseltekort, richtte ze zich op de introductie van nieuwe landbouwtechnieken, waaronder de introductie van hooglandrijst. Lokale bewoners kregen hier een speciale training voor. In december 2019 werd de eerste oogst binnengehaald. Ze bleef aan als dc tot enkele maanden na de verkiezingen van 2020.